# Logic Pro
Logic Pro és una aplicació informàtica de composició, edició i producció musical (estació de treball d'àudio digital o DAW-Digital Audio Workstation) propietat d'Apple Inc, dissenyada per al sistema Mac OS i amb versió iOS. Permet realitzar diverses tasques, com ara la seqüenciació de notes MIDI, l'edició i gravació d'àudio multipista o la composició i edició musical sobre partitura. També finalitza els projectes, és a dir, permet exportar-los a múltiples formats i tipus d'arxius d'àudio reproduïbles en sistemes externs. Inclou, així mateix, diverses fonts sonores internes, com ara sintetitzadors, samplers i suficients eines de mescla, producció i masterització musical i sonora com per possibilitar que el treball es faci directament sobre la computadora i sense la necessitat de, pràcticament, cap altre perifèric.

## Història
Logic fou creat inicialment per la companyia alemanya Emagic a principis dels anys 1990 amb el nom de Notator Logic. Apple comprà aquesta empresa el 2002, any en què l'aplicació assolí la versió 5, i deixà de ser operativa per al sistema Windows i treballar en el sistema Mac en exclusiva.

## Components

### MIDI
Logic nasqué com a seqüenciador, és a dir, com a programari capaç de controlar fonts sonores electròniques externes, connectades a l'ordinador a través de la interfície MIDI. Així, aquest software permet programar i reproduir fins a 99 pistes MIDI, amb una durada màxima de 21.601 compassos.

### Instruments interns
Un dels elements més atractius d'aquest programari és la possibilitat de compondre i editar música a partir de fonts sonores internes, ja que permet crear peces musicals utilitzant exclusivament l'ordinador. Logic compta amb més de 100 fonts: diversos sintetitzadors, samplers i una col·lecció de bucles que Apple implementa també en altres programes, com GarageBand. Els sintetitzadors interns generen sons a partir de combinacions de paràmetres, els quals són modificables per l'usuari. Els samplers permeten reproduir qualsevol mostra de so pre-gravat en diferents tonalitats i de manera seqüenciada, la qual cosa facilita la composició amb instrumentacions pseudo-acústiques, és a dir, conjunts de mostres d'instruments acústics interpretades per l'aplicació com si es tractàs de sintetitzadors electrònics. Heus ací la llista d'instruments que Logic Pro incorpora de fàbrica:
- Generadors de síntesi sostractiva:
  - Alchemy
  - ES E
  - ES M
  - ES P
  - ES1
  - ES2
  - EFM1
  - EVB3
  - EVD6
  - EVP88
  - EVOC 20 PolySynth
  - Klopfgeist
  - Sculpture
- Samplers
  - EXS24 mkII
  - Ultrabeat
- Instruments de GarageBand

### Àudio extern
Logic és capaç també de gravar fonts sonores externes, mitjançant la captura d'àudio a través de les connexions d'entrada del mateix ordinador (o un micròfon integrat) o d'un maquinari específic connectat a la computadora. El tractament de les gravacions externes dins el programa dona lloc a projectes en els quals les diverses mostres capturades es poden mesclar, repetir, sotmetre a efectes i, en definitiva, editar com a objectes independents. Tant l'àudo extern com els instruments interns es poden distribuir simultàniament en 255 pistes com a màxim.

### Mescla i postproducció
Un cop el material del projecte és seqüenciat en la línia temporal de Logic l'aplicació ofereix la possibilitat de modificar diveres qualitats sonores de la peça com a conjunt, entre elles l'equilibri de volum de cada element sonor i d'altres formants que afecten el seu perfil tímbric. Els efectes i connectors de processament d'àudio brinden infinites possibilitats de modificació i modelatge del resultat final (com ara en el procés de masterització).

### Partitures
La secció de partitura de Logic presenta un conjunt d'eines de transcripció i notació musical integrada amb les seccions anteriors, de manera que molts dels elements virtuals exposats més amunt poden ser visualitzats i editats mitjançant una representació en partitura musical, imprimible i modificable en múltiples aspectes.

### Vídeo
Des de la versió 7, Logic accepta la inclusió d'una pista de vídeo, per tal de programar els elements sonors en sincronia amb la imatge.

## Versions de l'aplicació

### Les primeres versions
Les primeres versions que es van desenvolupar de Logic estaven disponibles tant per Windows com per MacOS. No obstant això, Logic Pro 5.1.1 va ser l'última versió que va funcionar amb Windows. A partir de Logic Pro 6 tan sols es pot comprar per l'altre sistema operaitu.

### Logic Pro 7 i Logic Express 7
El 29 de setembre de 2004, Apple va anunciar el llançament de Logic Pro 7 i Logic Express 7, dues grans versions d'aquesta aplicació destinada a la creació de música professional i a la producció d'àudio, utilitzada en el moment per més de 200.000 músics i enginyers arreu del món.
Ambdues versions incorporen suport per a projectes creats a GarageBand, el software de creació musical d'Apple per al mercat de consum, el qual ofereix a l'usuari una via immediata de migració cap a la producció d'àudio professional.

#### Logic Pro 7
Logic Pro 7 inclou nous i revolucionaris instruments software, com Sculpture (un sintetitzador basat en modelat de components) i UltraBeat (una innovadora màquina de percussió). Aquesta versió estrena el processament d'àudio distribuït, una tecnologia revolucionària que permet als professionals d'àudio utilitzar un número virtualment il·limitat de Macs per expandir la potència de processament digital disponible. Entre els nous plug-ins incorporats s'hi troba, per exemple, Guitar Amp Pro, un simulador d'amplificador de guitarra que crea els sons de 11 dels més coneguts amplificadors de guitarra del món. Els usuaris tenen la possibilitat de configurar el seu propi amplificador de so real amb opcions molt precises i detallades.
A més, també incorpora suport per a Apple Loops, el potent format de fitxer estàndard i obert que permet als usuaris trobar ràpidament un determinat loop per instrument, gènere o mode. Apple Loops a Logic Pro 7 proporciona una total flexibilitat en temps real per canviar i ajustar el so i les notes d'un loop.

#### Logic Express 7
Logic Express 7 és una versió simlificada de Logic que ofereix un conjunt bàsic d'eines professionals per a estudiants, professors i aficionats, amb un preu més accessible que la versió comentada anteriorment.

### Logic Pro 8
El setembre de 2007 Apple va llançar el Logic Studio, que incloïa el Logic Pro 8 a un preu molt assequible. Aquest va oferir noves eines, com per exemple Quick Swipe Comping (similar a Sountrack Pro 2). També va oferir l'oportunitat de posar fi a la producció de so amb innovadors controls de surround panning, pistes multicanal i suport de so real d'instruments de software i efectes.
Per a Logic Pro 8, es van dur a terme diversos canvis significatius. A més de canvis com el nou complement de processament, Apple va incloure funcions com la gestió multi-take.

### Logic Pro 9
El 23 de juliol de 2009, Apple va anunciar Logic Pro 9. L'aportació més gran que hi va haver a aquesta nova versió va ser sens dubte la resposta d'Apple a l'àudio elàstic de Pro Tools, Flex Time, que ofereix als usuaris la possibilitat d'alterar de manera no destructiva el temps de l'àudio de maneres impensables fins al moment.
Una altra iniciativa d'Apple va ser que qualsevol artista podia sentir-se més còmode i ser com un enginyer. Diverses eines de to es feien servir a les franges de canal o a la plataforma en directe de MainStage, on també hi havia nous connectors de reproducció i de bucle de llaç per permetre l'acompanyament d'intèrprets solistes mitjançant un àudio pre-gravat o els seus propis bucles de ritme.

### Logic Pro X
El 16 de juliol de 2013 Apple va presentar Logic Pro X com a successor de Logic Pro 9. Logic Pro X és la versió més avançada de Logic Pro, dissenyada per a usuaris professionals. Inclou eines avançades i una nova i moderna interfície dissenyada per optimitzar la creació de música professional. Logic Pro X, a més, conté una gran col·lecció d'instruments, efectes i bucles: un kit d'eines complet per crear música amb un so sorprenent.
Philip Schiller, vicepresident sènior de Màrqueting mundial d'Apple, explica que Logic Pro X és la seva versió més potent fins al moment.
Les principals novetats de Logic Pro X han estat:
- Nova interfície: el major canvi és el color, que passa de gris clar a una combinació de grisos foscos i negre. Els botons de la barra d'eines tenen un aspecte més modern i alguns mostren diversos colors quan estan activats. D'altra banda, la lliberaria s'ha mogut del costat dret a l'esquerre de la pantalla i les barres de tasques que estaven a la part inferior es troba a la part superior.

- Track Stacks: presenta nous tipus de pista. Les pistes de carpeta agrupen múltiples pistes, però sense fer una barreja. Les pistes de summing sí que fan una barreja de totes les pistes que contenen.
- Smart Controls: ara es poden manipular múltiples paràmetres i plugins amb un sol moviment. per exemple, amb un smart control anomenat "bass" es podria ajustar una EQ i un compressor a la vegada.
- Drummer: és un nou instrument virtual que aprèn de nosaltres per decidir quins grooves i fills ha de tocar. Conté 15 bateristes (drummers) de sèrie, complets amb els seus propis kits i estils. Hi ha quatre gèneres: rock, alternatiu, compositor i R&B.
- Flex Pitch: és una nova funcionalitat que permet analitzar i ajustar el to de les notes individuals en un arxiu d'àudio.
- Plugins MIDI de guitarra i baix: Apple ha inclos un arpegiador i altres plugins MIDI. Poden utilitzar-se'n fins a 9 a la vegada en un mateix canal, amb instrument de Logic o de tercers. Pel que fa als plugins per a guitarra i baix, hi ha Bass Amp Designer i set noves stompboxes de guitarra: Tie Delay, Tube Burner, Wham, Grift, Dr.Octave, Flange Factory i Graphic EQ.[7]

El 2018 s'ha presentat l'última actualització d'aquesta versió, Logic Pro X 10.4, que inclou nous efectes i millores. En aquesta nova actualització s'incorpora una funció anomenada Smart Tempo, que automàticament ajusta els arxius d'àudio al tempo del projecte.

## Diferències entre les versions
Logic Pro i Logic Express tenen la capacitat de gestionar fins a 255 pistes d'àudio.
Les diferències principals entre ambdues versions són:
- Plug-in per a àudio: en la versió Pro, més professional.
- Plug-in intruments: exs24 en la versió Pro, esxp24 en la versió Express.
- Bus i aux: 64 en la versió Pro, 8 en la versió Express.
- Canals d'entrada: il·limitats a la versió Pro, 12 a la versió Express.
- Freqüència de mostreig: 192 kHz en la versió Pro i 96 kHz en la versió Express.
- Mescla Dolby Surround: present a la versión Pro, faltant a la versión Express.

A més, a la versió Express hi ha altres petites mancances en comparació amb la versió Pro.

## Estructura
Logic Pro X, com la gran majoria de programes d'edició d'àudio, es compon principalment de dues finestres: la interfaç principal i el mesclador.

### Interfície principal
La finestra principal de Logic, molt semblant a la de Garage Band, consisteix en una finestra en la qual hi ha: pistes d'àudio, la biblioteca, l'inspector i la barra superior de controls. El seu disseny està pensat per fer la producció musical professional el més senzill possible i es va remodificant periòdicament.
"Logic Pro X és la nostra versió més potent fins ara. Inclou eines avançades i una nova i moderna interfaç dissenyada per optimitzar la creació de música professional", explica Philip Schiller, vicepresident sènior de Màrqueting mundial d'Apple. "Els músics disfrutaran moltíssim amb les noves prestacions creatives"

#### Pistes d'àudio
Les pistes d'àudio són les pistes on es graven els instruments. Hi pot haver un nombre il·limitat i se solen ordenar per colors, tipus de gravació (midi, àudio, loop de la biblioteca, etc) i tipus d'instruments.

#### Biblioteca
La biblioteca, com el seu propi nom indica, consisteix en una biblioteca de sons, instruments de programari (vegeu apartats anteriors), amplificadors simulats i efectes de so.

#### Inspector
L'inspector és la pestanya situada entre la biblioteca i les pistes d'àudio. Consisteix en dos canals (el de la pista i l'auxiliar) relacionats tots dos amb la pista d'àudio. El primer és el mateix que surt en el mesclador (que veurem més endavant) i el segon també surt en el mesclador, però és canal auxiliar, que també estudiarem més endavant.
En el primer canal podem modificar els processadors de cada pista (equalitzador), els efectes d'àudio, els enviaments i el volum entre moltes altres coses.

#### Barra superior de controls
La barra superior de controls, present en gairebé tots els programes d'edició d'àudio, consisteix en una barra horitzontal situada a la part superior de la finestra principal que conté tots els controls bàsics: gravar (recording), reproduir, aturar, endavant, retrocedir, cicle, la posició de l'indicador de reproducció, el tempo, l'armadura, el metrònom, el volum i eines d'edició.

## Aplicacions similars
- Ableton Live
- Cubase
- LMMS
- Ardour
- FL Studio
- Pro Tools
- REAPER
- Garage Band
- Reason